# Крклино
Крклино (мкд. Крклино) је насеље у Северној Македонији, у јужном делу државе. Крклино припада општини Битољ.

## Географија
Насеље Крклино је смештено у јужном делу Северне Македоније. Од најближег већег града, Битоља, насеље је удаљено 6 km северно.
Крклино се налази у западном делу Пелагоније, највеће висоравни Северне Македоније. Насељски атар је на истоку равничарски, док се на западу издиже Облаковска планина. Источно од села тече Црна река. Надморска висина насеља је приближно 670 метара.
Клима у насељу је умереноконтинентална.

## Становништво
Крклино је према последњем попису из 2021. године имало 564 становника.
| Национални састав према попису из 2021.‍ | Национални састав према попису из 2021.‍ | Национални састав према попису из 2021.‍ | Национални састав према попису из 2021.‍ | Национални састав према попису из 2021.‍ |
| --------------------------------------- | --------------------------------------- | --------------------------------------- | --------------------------------------- | --------------------------------------- |
|                                         |                                         |                                         |                                         |                                         |
| Македонци                               | Македонци                               |                                         | 549                                     | 97,3%                                   |

Већинска вероисповест био је православље.